# Biserica Sfânta Treime din Rotopănești

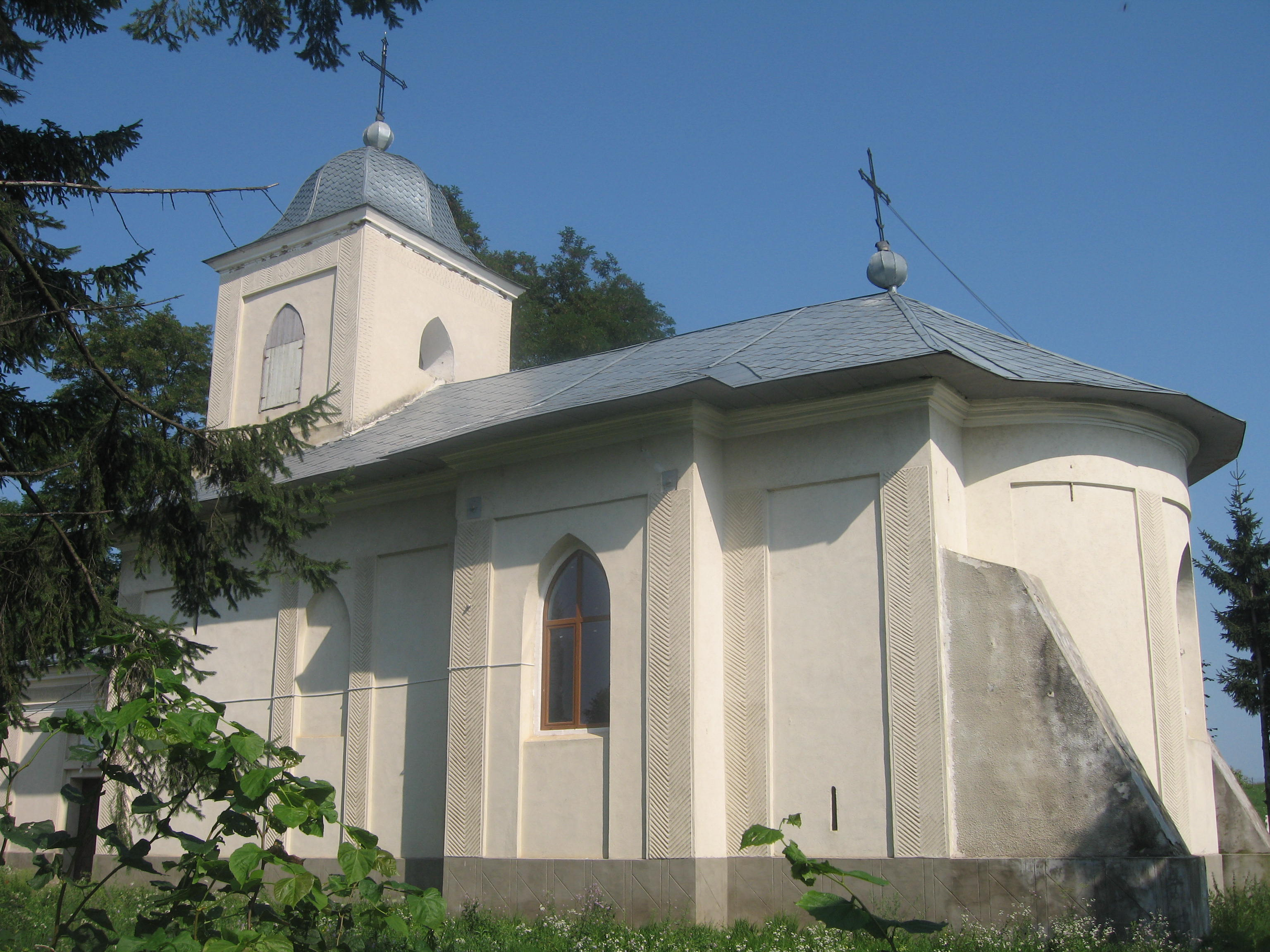
Biserica "Sf. Treime" din Rotopănești

Biserica „Sfânta Treime” din Rotopănești este o biserică ctitorită în anul 1856 de postelnicul Nicolae Istrati în satul Rotopănești din comuna Horodniceni (județul Suceava). 
Biserica „Sfânta Treime” din Rotopănești a fost inclusă pe Lista monumentelor istorice din județul Suceava din anul 2015, având codul de clasificare cod LMI SV-II-m-B-05633.  În afară de aceasta, este înscrisă pe lista monumentelor istorice și Casa Nicolae Istrati (SV-II-m-B-05634), precum și statuia „Moldova plânge” aflată în curtea bisericii (SV-IV-m-B-05714).

## Ctitorul bisericii
În secolul al XIX-lea, moșia Rotopănești a devenit proprietatea boierului Nicolae Istrati. El provenea dintr-o familie de boiernași din Serbești, azi satul Ștefan cel Mare din județul Neamț, părinții săi fiind paharnicul Gavril Istrati și al contesei poloneze Ecaterina Ilschi. Părinții săi aveau mai mulți copii: Ioan (Iancu) - viitor ban, Mihail (Mihalachi), numit în călugărie Meletie – viitor episcop de Huși (1851-1857), Nicolae (Neculai) și o fiică, Safta, intrată în monahism la Mănăstirea Agapia, cu numele de Veniamina.

Postelnicul Nicolae Istrati, ctitorul bisericii

În ceea ce-l privește pe Nicolae Istrati, majoritatea lucrărilor acreditează anul 1818 ca an al nașterii sale. Cu toate acestea, s-a descoperit între documentele Direcției Județene Iași a Arhivelor Naționale o cerere adresată de Nicolae Istrati Dicasteriei Moldovei, la 14 decembrie 1842, pentru eliberarea unei mărturii mitricale, la care a fost anexată o mărturie scrisă a preoților de la Biserica Banu din Iași, în care se arată că Nicolae Istrati s-a născut la 26 octombrie 1812 și a fost botezat la 30 octombrie, de preoții Bisericii Banu, naș fiindu-i clucerul Iordachi Ilschi.  El a fost căsătorit cu Sevastia - fiica lui Ion Ciudin, vechil la spătarul Mihalachi Cantacuzino-Pașcanu-, cu care a avut doi băieți: Titus Istrati, magistrat și membru al Junimii, și Nicu, care a murit de o boală de piept, la vârsta de 16 ani.
Rămas orfan, Nicolae Istrati s-a instruit ca autodidact. El a intrat în administrație sub domnia lui Mihail Sturdza (1834-1849), fiind făcut căminar și numit președinte al Judecătoriei din Iași. După 1848 primește rangul de spătar, devenind și membru în Divanul apelativ. Apoi este făcut postelnic. 
A participat la Revoluția din 1848 din Moldova, luptând împotriva regimului feudal abuziv. A fost arestat pentru o perioadă. În timpul domniei lui Grigore Alexandru Ghica (1849-1856), Nicolae Istrati a fost ministru al cultelor (1853) și șef al Departamentului Lucrărilor Publice. El a continuat sǎ se manifeste ca unionist, semnând petiția din 28 februarie 1856.  În perioada următoare, atitudinea lui s-a schimbat radical, el devenind unul dintre cei mai importanți separatiști antiunioniști. Nicolae Istrati și-a explicat poziția antiunionistă în broșura "Despre cvestia zilei în Moldova" (1856), în care se referă la necesitatea apărării „privilegiilor strămoșești” ale Moldovei, având convingerea cǎ unirea țǎrilor române ar fi fost în dauna Moldovei. Se alătură caimacamului Nicolae Vogoride (1857-1858), care a falsificat alegerile pentru Divanul ad-hoc. Este ales în Adunarea electivă a Moldovei (1858), ajungând să-și depună candidatura la tronul Moldovei.
După Unirea Principatelor Române (1859), Nicolae Istrati a devenit un personaj impopular și chiar indezirabil, fiind obligat să se retragă din viața publică la moșia sa de la Rotopănești. A murit prematur la Fălticeni, după câteva luni de suferință, la 1 noiembrie 1861. Unii membri ai familiei sale au susținut că acesta ar fi fost otrăvit. A fost înmormântat pe moșia sa de la Rotopănești. Numele său a fost dat uitării, el fiind judecat numai dupǎ atitudinea politicǎ antiunionistă pe care a adoptat-o. 

## Biserica „Sf. Treime”
Prima biserică din satul Rotopănești a fost construită în jurul anului 1662 și a avut hramul „Sf. Treime”. În anul 1784 familia Gherghel a construit o nouă biserică cu același hram.
Boierul Nicolae Istrati a devenit pe la mijlocul secolului al XIX-lea proprietar al moșiei Rotopănești. Acolo și-a construit un conac cu două niveluri, după proiectul unui arhitect vienez. În conac el a amenajat o vastă bibliotecă în care se aflau manuscrise valoroase în limbile română și slavonă. În 1855 a înființat la Rotopănești prima școală de fete din mediul rural. Retras la conacul său după Unirea Principatelor, el a organizat în anul 1860 un mic conservator de muzică și declamație, cu profesori din Iași (P. Mezzetti, Mihail Galino) și cu reprezentații teatrale susținute printre alții și de Matei Millo. 
În anul 1856, postelnicul Nicolae Istrati a construit o nouă biserică pe moșia sa din Rotopănești, la îndemnul soției sale, Sevastia născută Ciudin, și a fiului lor, Titus Istrati. Construirea lăcașului de cult s-a făcut cu binecuvântarea episcopului Meletie Istrati al Hușilor (1851-1857), fratele ctitorului.
Deasupra intrării în biserică se află o pisanie cu următorul text în limba română cu caractere latine: "Aquestu templu, dedicatŭ Săntei Treimi, cu bine-cuvîntarea Prĕ-santieĭ sale episcopului de Hussi, domnul domnŭ Meletie Istrati, s'au fundatŭ de fratele seu, mare postelnicŭ și cavaleriŭ Nicolaŭ Istrati, cu indemnul soçieĭ sale Sevastia, nascuta Ciudínŭ, și a fiuluĭ lor Titu Istrati, pe proprietatea sa Rotopaneștĭ, în annul ereĭ nòstre 1856, în quare Moldova aŭ recapatatŭ privilegiele asseḑĭate de Stefanŭ quellŭ mare."
Conacul Nicolae Istrati a fost naționalizat după instaurarea regimului comunist (1948) și transformat în sediul C.A.P. Rotopănești. Etajul clădirii a fost demolat în jurul anului 1955. Astăzi, această clădire este monument istoric.

## Statuia „Moldova plânge”
După construirea bisericii, în anul 1856, Nicolae Istrati a dispus amplasarea în curtea lăcașului de cult a unei statui care să simbolizeze statul Moldova. Statuia este denumită „Moldova plânge” și această statuie este astăzi monument istoric.

## Imagini

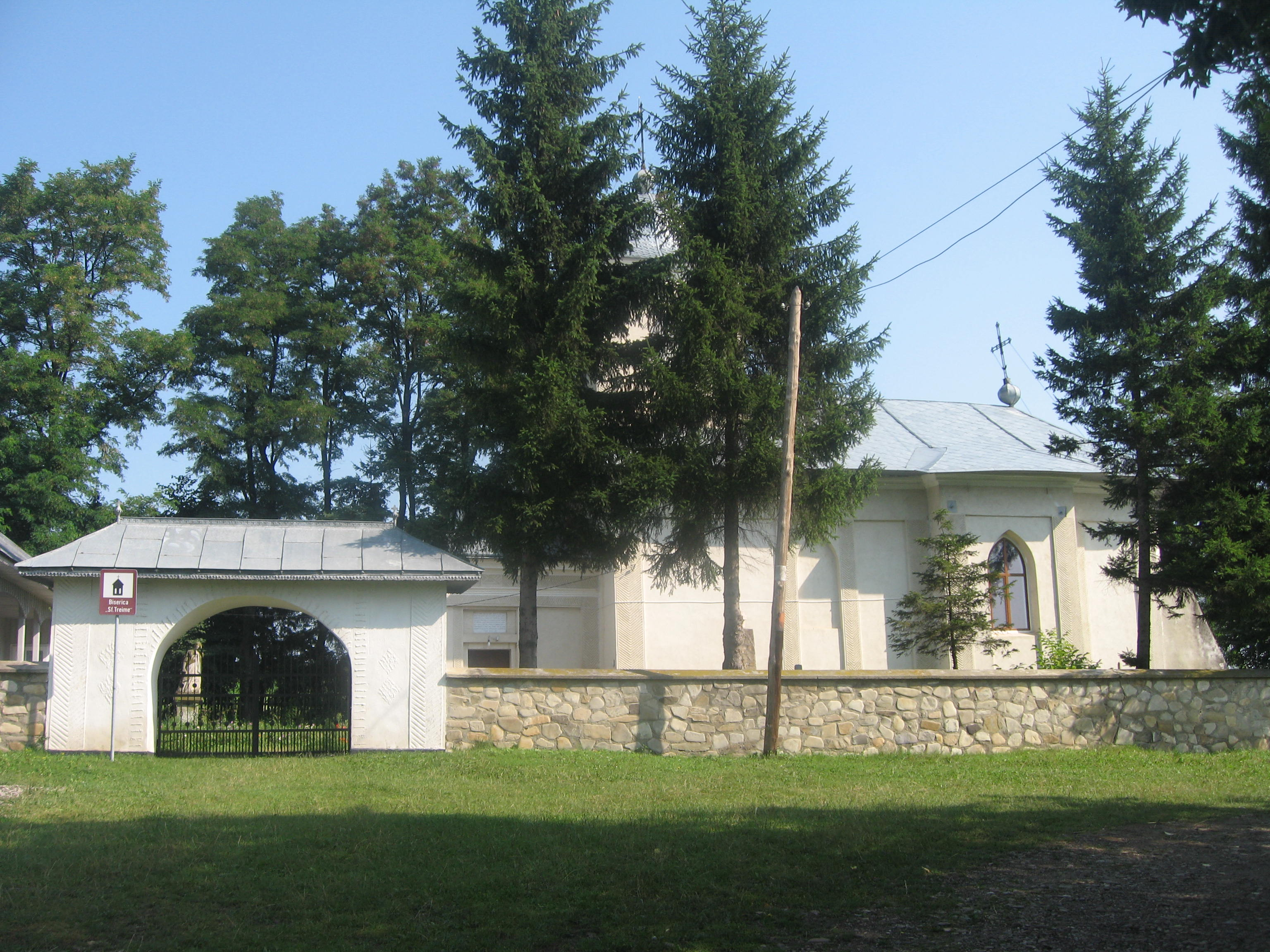
Biserica, zidul înconjurător şi poarta de intrare
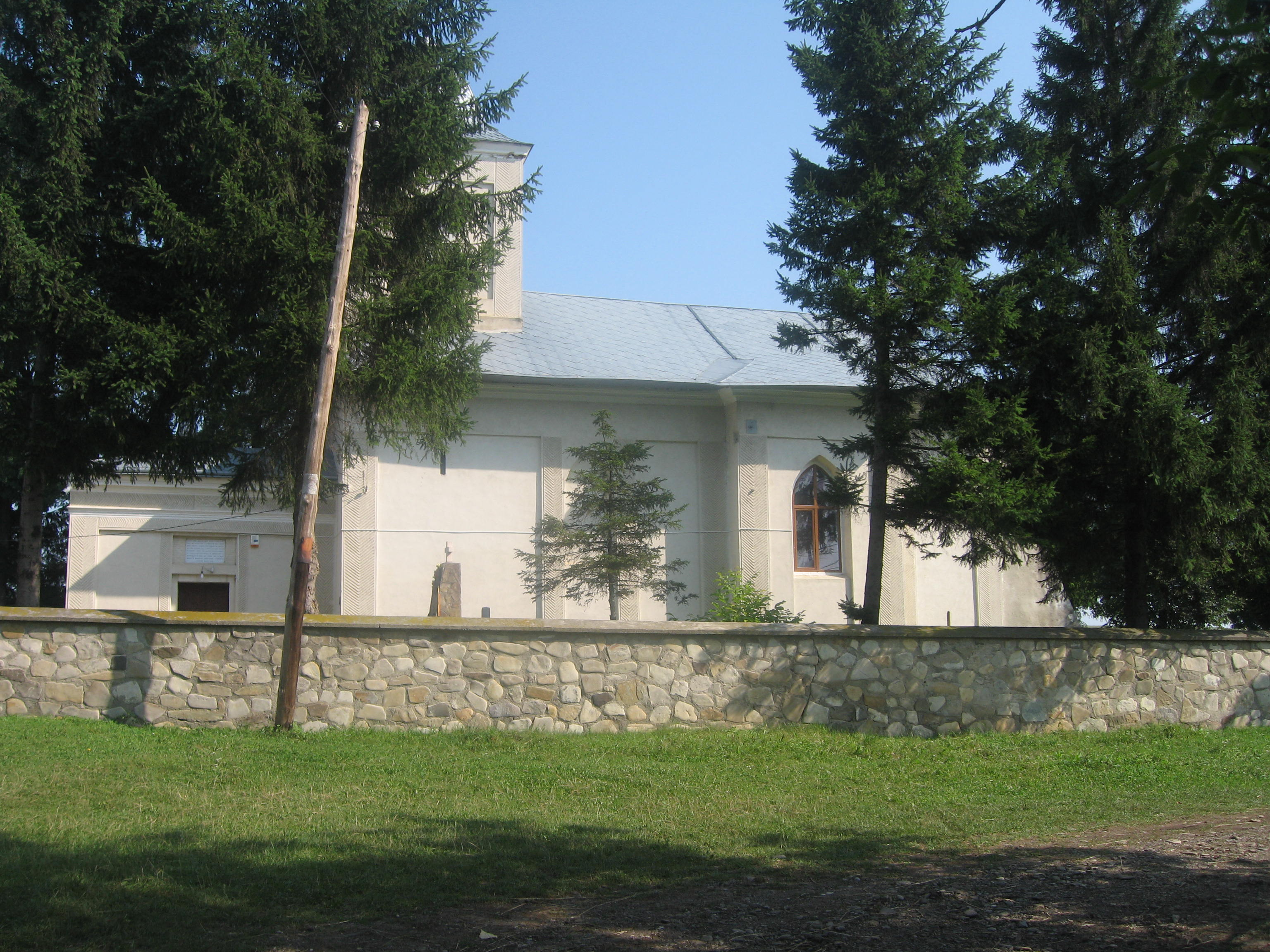
Biserica şi zidul înconjurător
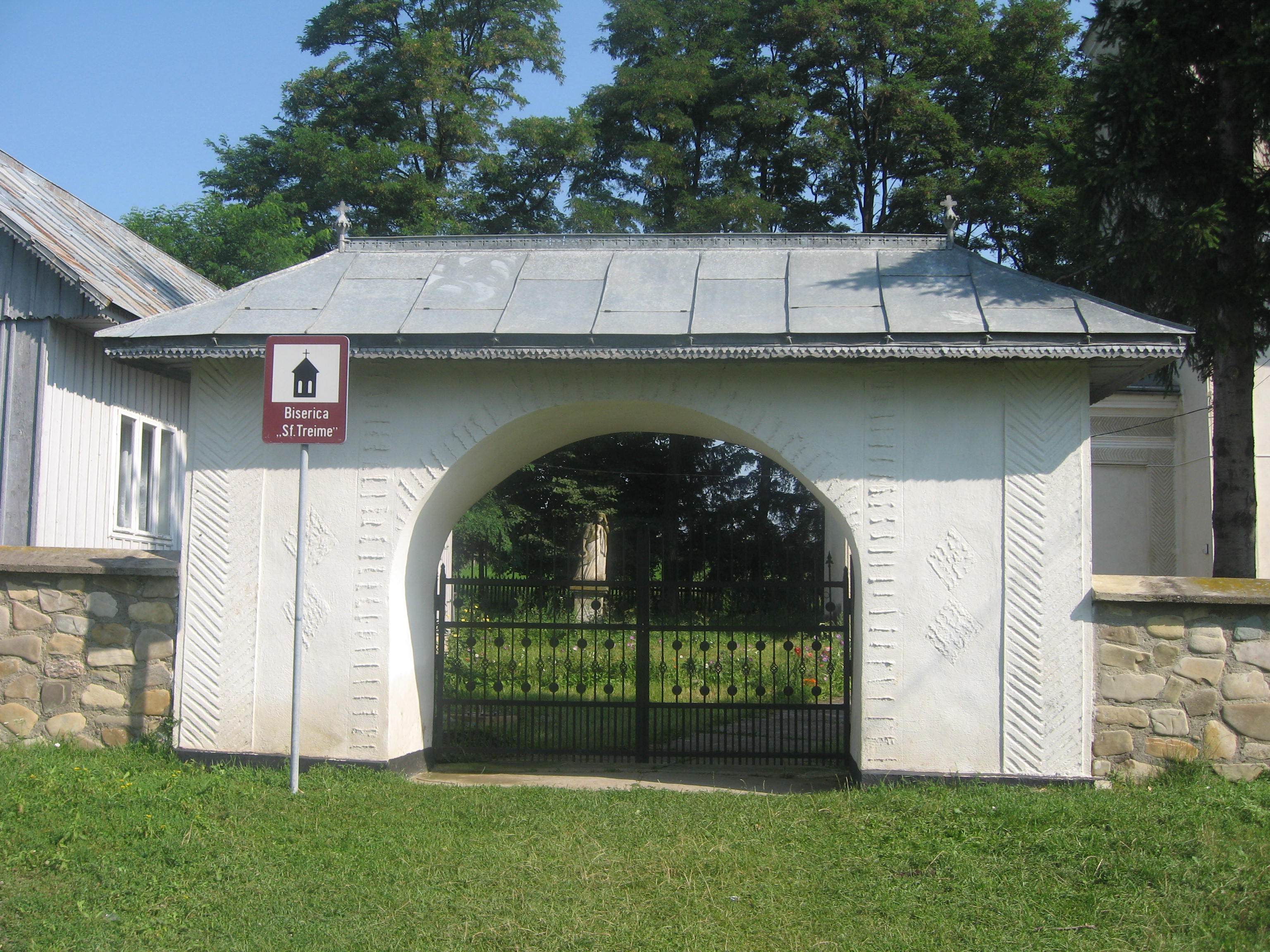
Poarta de intrare în curtea bisericii
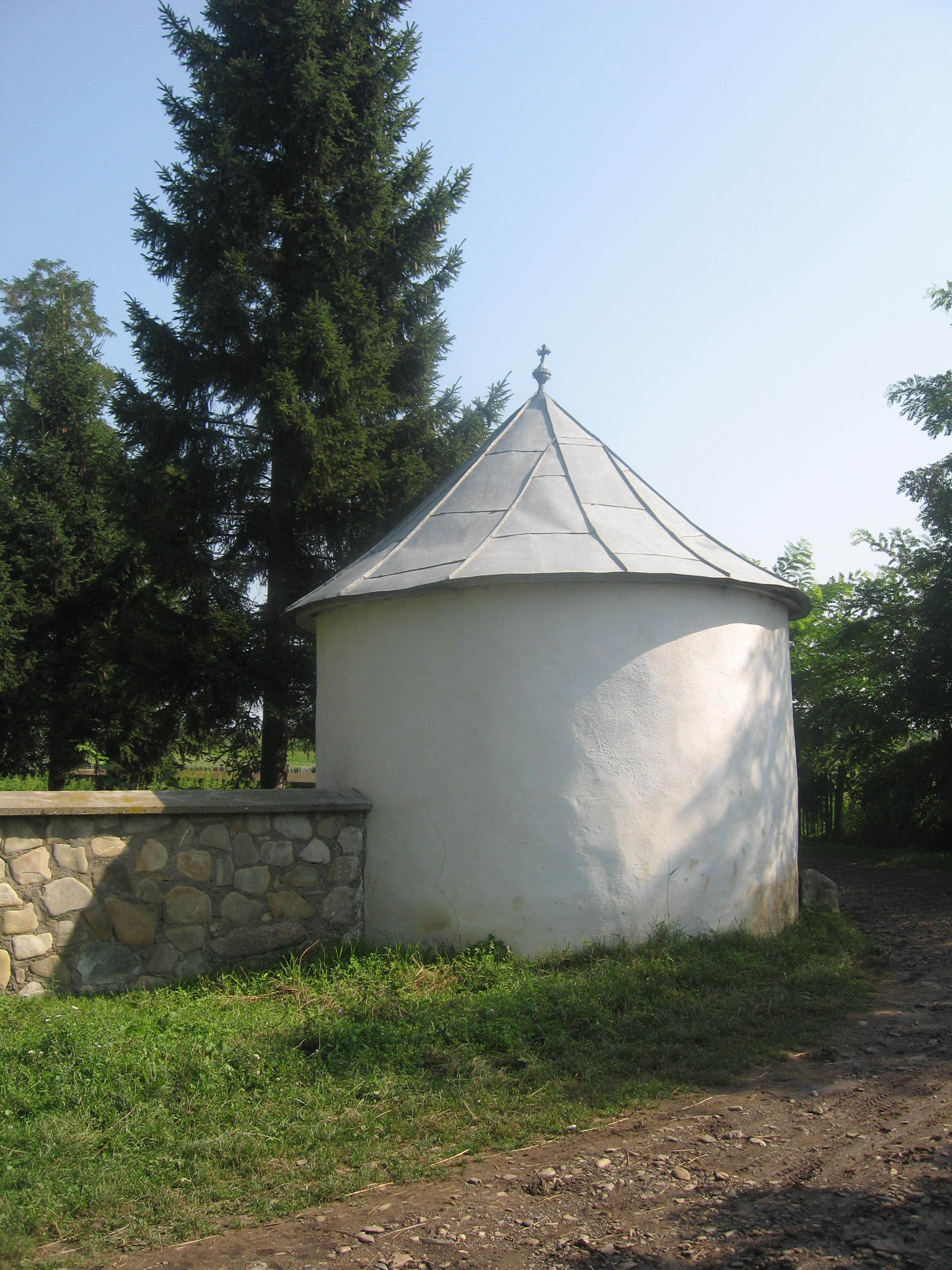
Turn circular de colţ
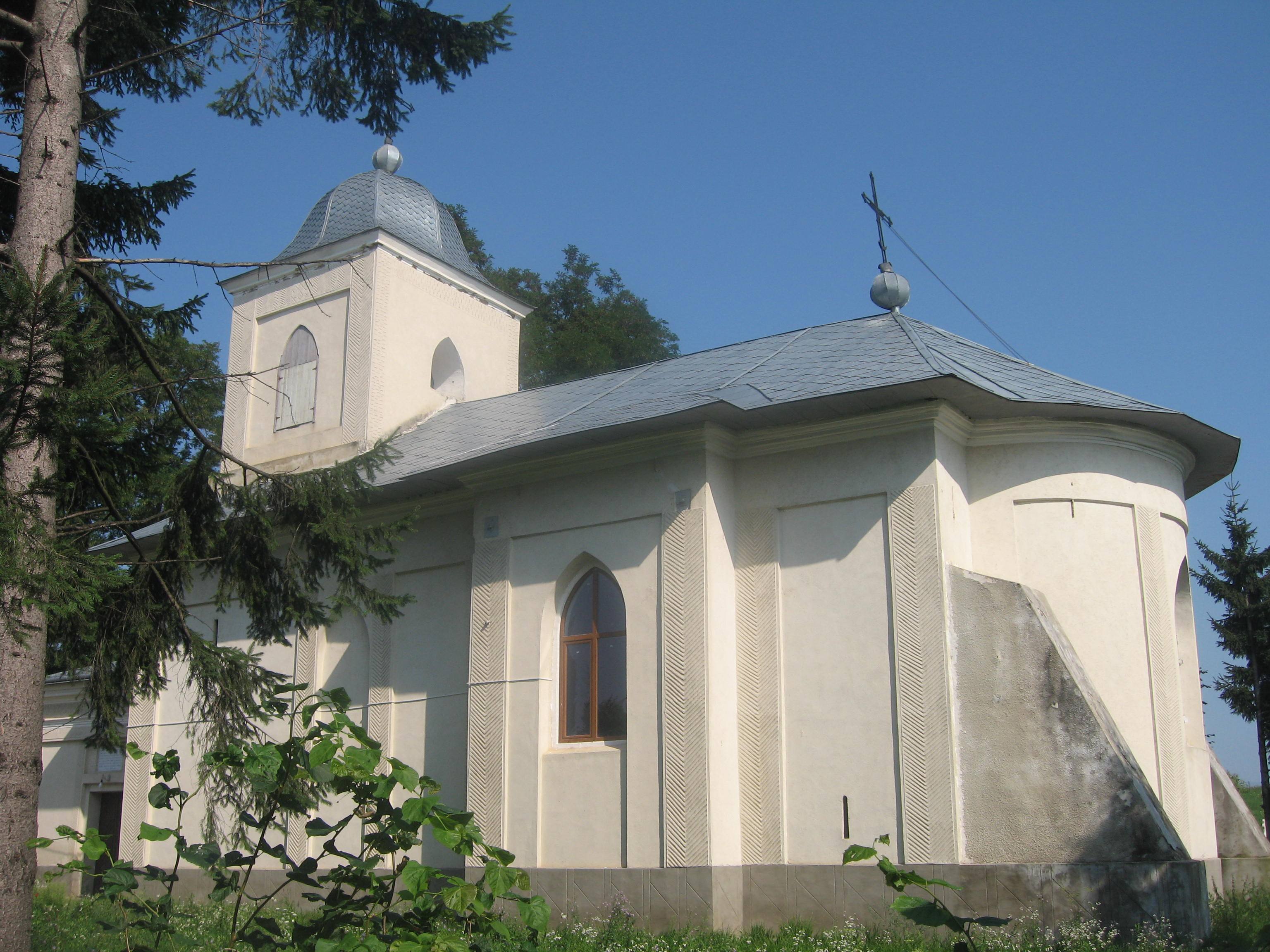
Biserica "Sf. Treime" din Rotopănești
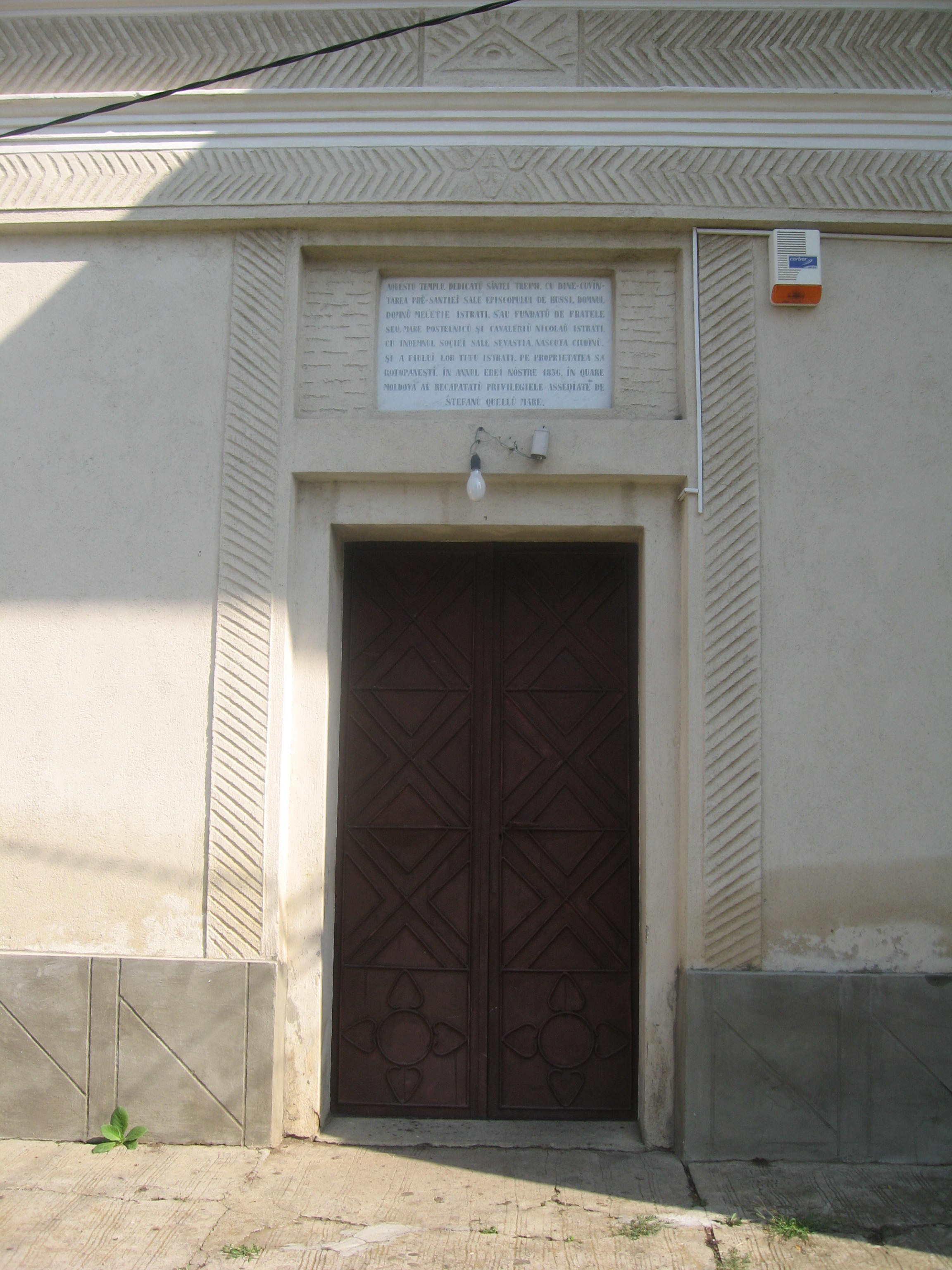
Portalul de intrare în biserică şi pisania
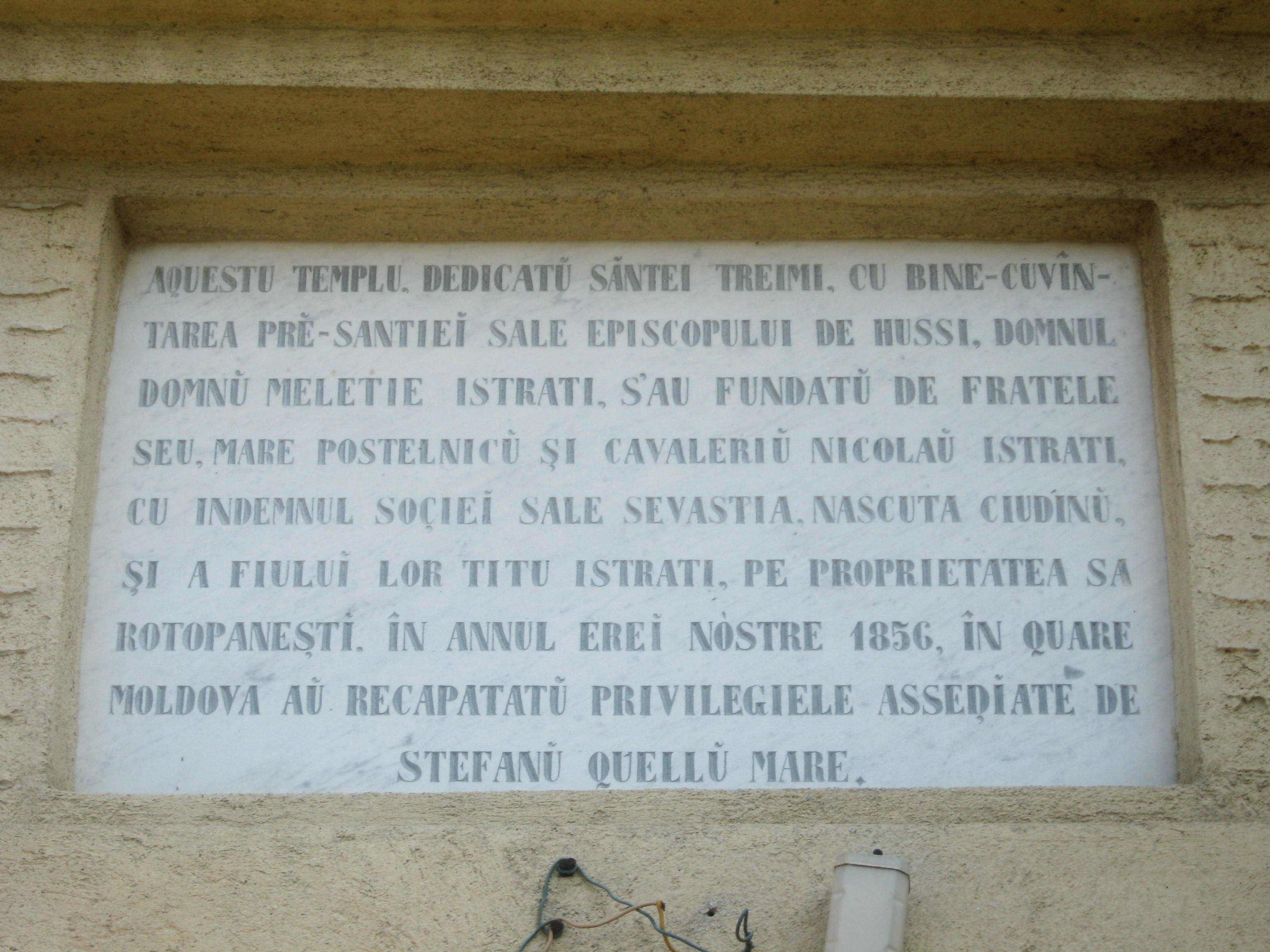
Pisania
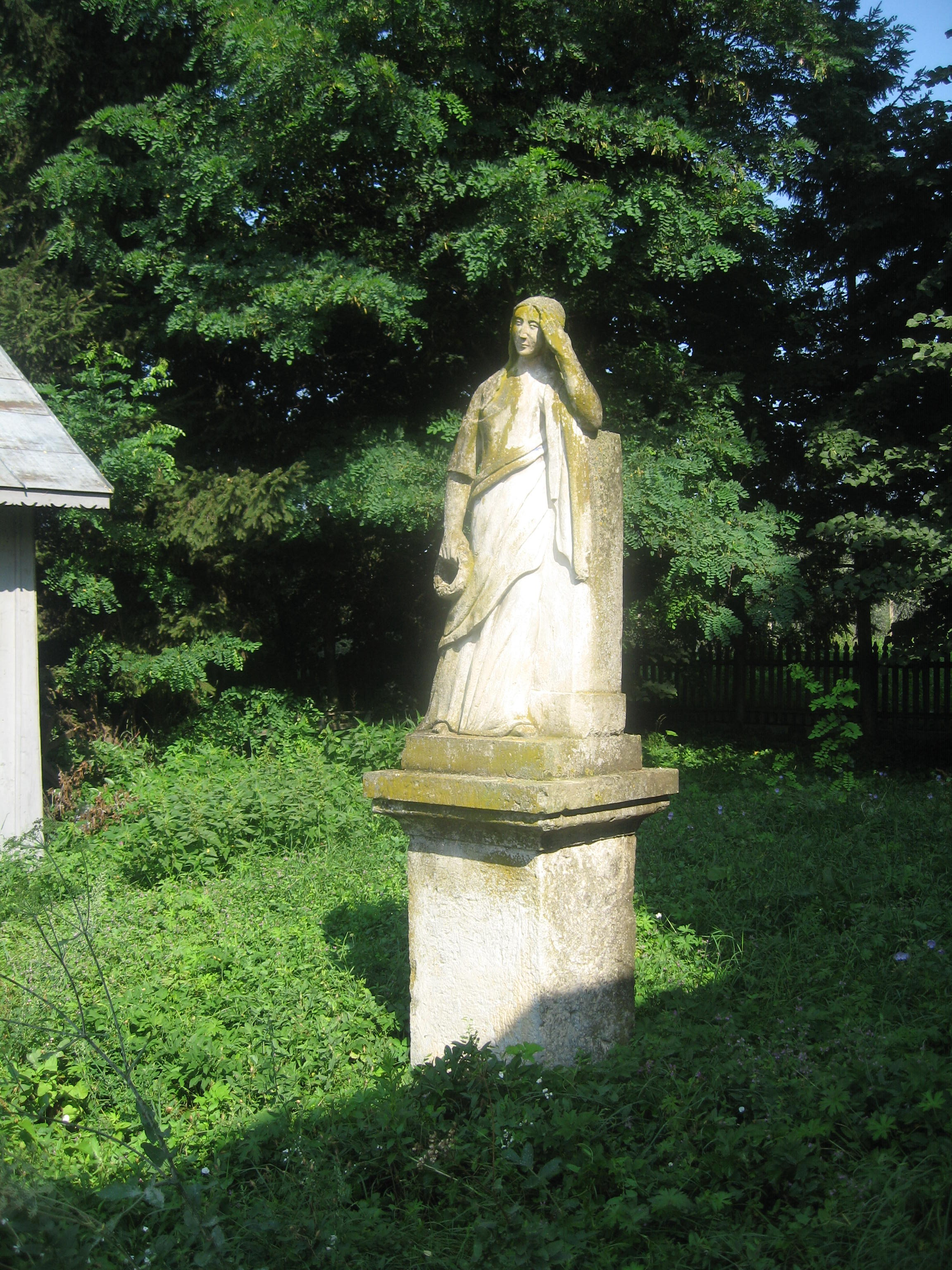
Statuia "Moldova plânge"
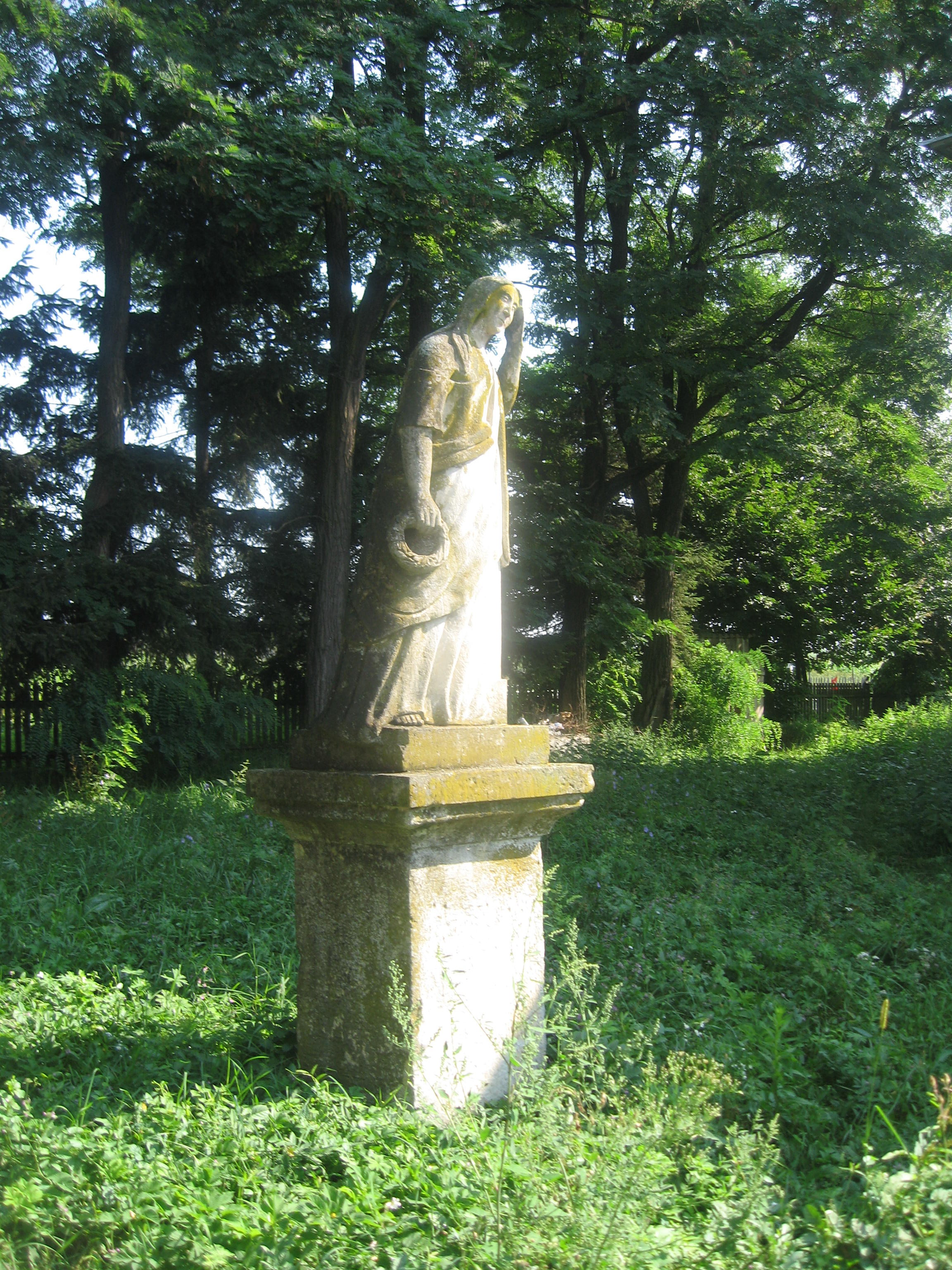
Statuia "Moldova plânge"
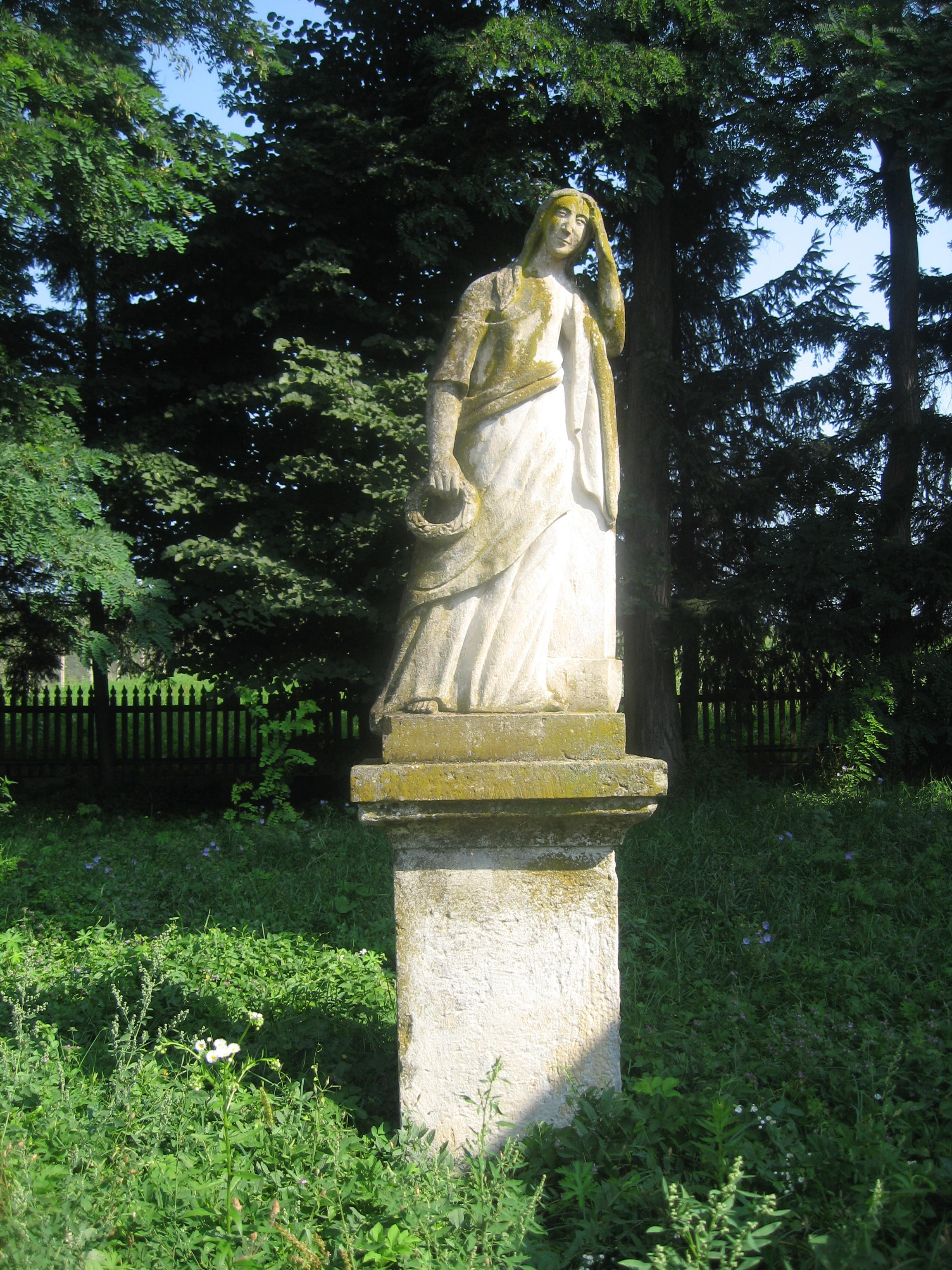
Statuia "Moldova plânge"
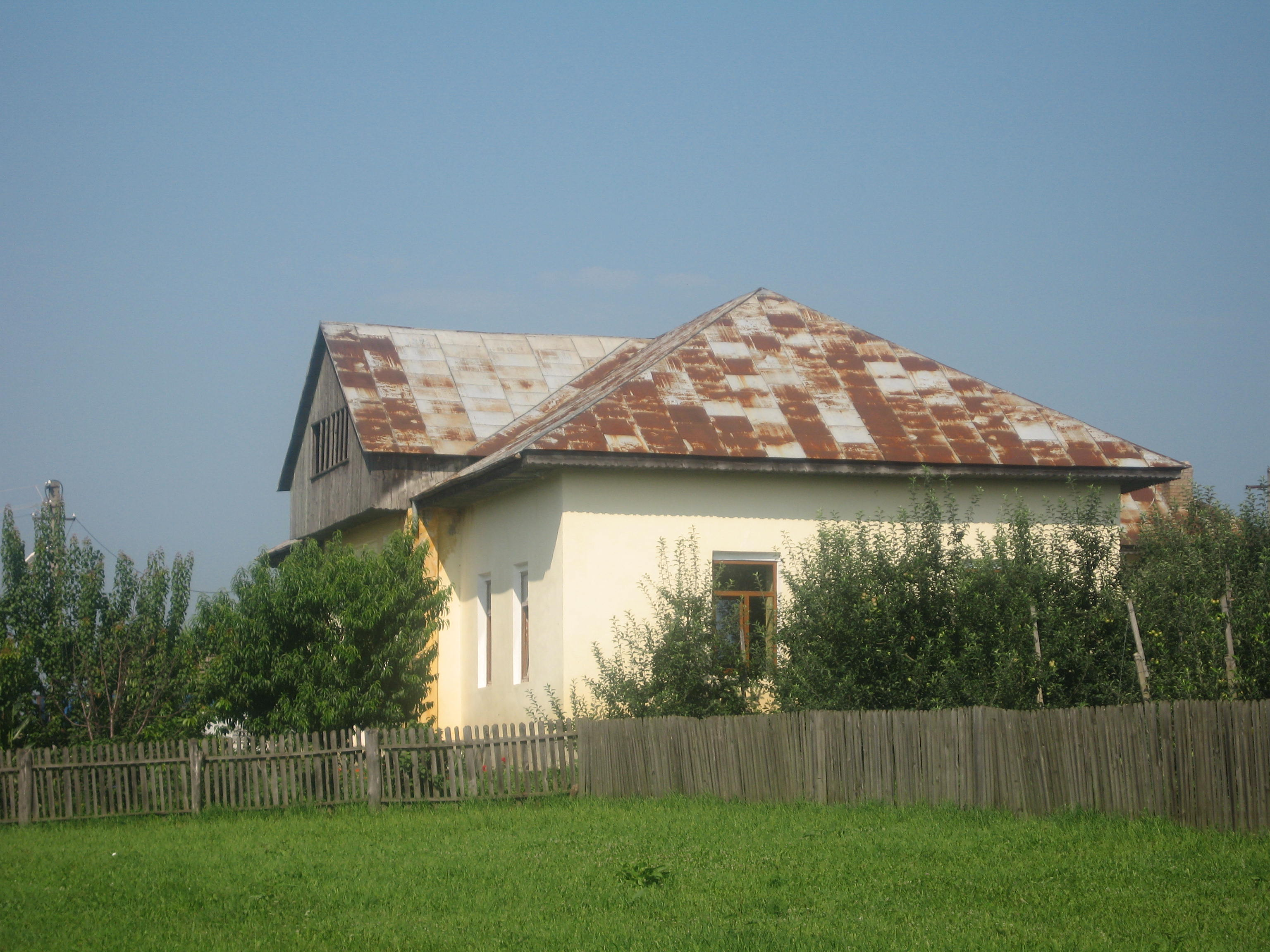
Conacul lui Nicolae Istrati
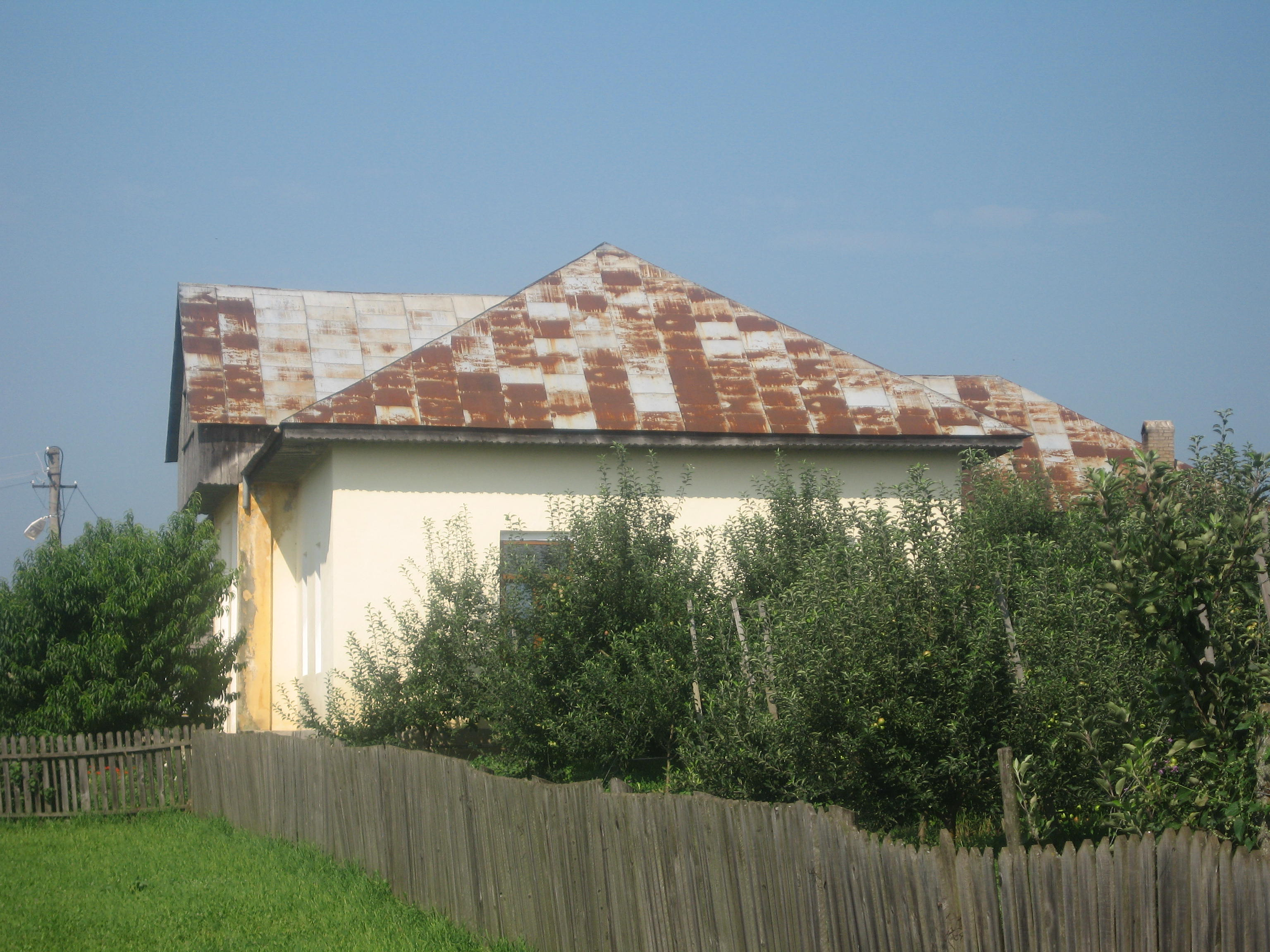
Conacul lui Nicolae Istrati